# Kijabe
Genre
Kijabe est un genre d'araignées aranéomorphes de la famille des Oonopidae.

## Distribution
Les espèces de ce genre se rencontrent en Afrique de l'Est.

## Liste des espèces
Selon World Spider Catalog (version 15.0, 2014) :
- Kijabe ensifera Caporiacco, 1949
- Kijabe paradoxa Berland, 1914

## Publication originale
- Berland, 1914 : Araneae (1re partie). Voyage de Ch. Alluaud et R. Jeannel en Afrique oriental (1911-1912): Résultats scientifiques. Paris, vol. 3, p. 37-94.